# Cimatti
Cimatti va ser una empresa italiana fabricant de bicicletes i, més tard, motocicletes amb seu a Bolonya que va tenir activitat entre el 1937 i el 1984.

## Història

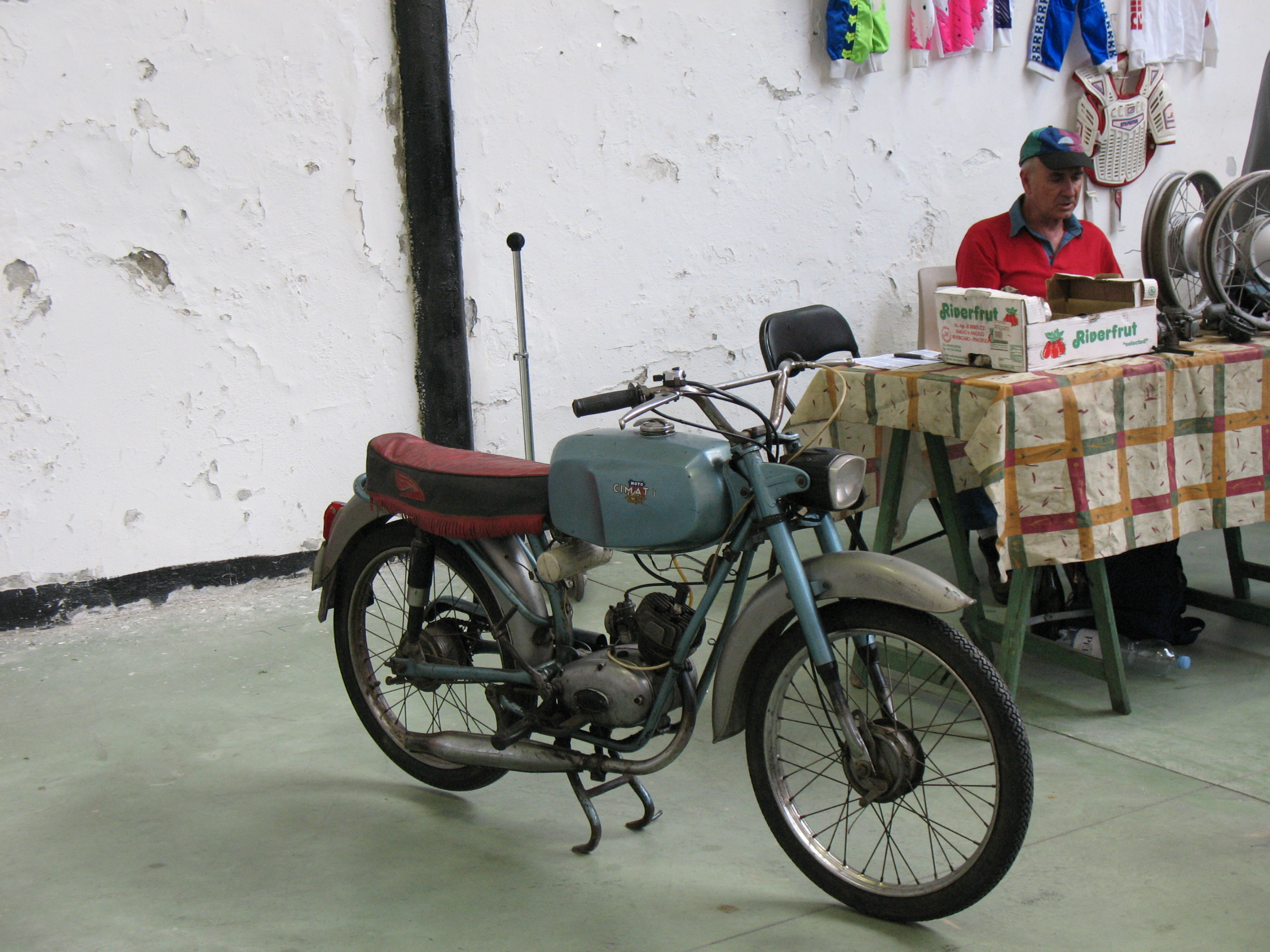
Una Cimatti de mitjan anys 50

L'empresa va ser fundada a Bolonya pel ciclista olímpic Marco Cimatti, que va començar a produir les seves pròpies bicicletes el 1937. Entre 1948 i 1950 també va organitzar un equip de ciclisme professional. El 1950, aprofitant l'experiència adquirida en la construcció de quadres de bicicleta, Cimatti inicià la producció de ciclomotors lleugers, arribant al llarg dels anys a una àmplia gamma de models. Els motors utilitzats van ser Franco Morini, Minarelli i, a partir de 1982, Garelli.
Durant la dècada del 1960, nombrosos petits fabricants de motocicletes van desaparèixer arreu del món i Cimatti va ser una de les poques petites empreses italianes que van aconseguir sobreviure. De fet, l'empresa fins i tot va ser ampliada i es va traslladar a una antiga però àmplia fàbrica, encara malmesa pels bombardejos de la Segona Guerra Mundial, a Pioppe di Salvaro (Marzabotto). Al costat dels petits ciclomotors, Cimatti va produir motocicletes de cilindrada més gran: a la dècada del 1960, en particular, van destacar dos models de carretera, la Sport Lusso de 100 i 175 cc i la Kaiman Cross de competició. A la dècada següent va llançar dos models de 125 cc, un de motocròs amb caixa de canvi de 5 velocitats i el de carretera Ariete 5/M, amb 15 CV de potència.
Durant el trienni 1966-1968, Cimatti va guanyar tres vegades el Campionat d'Itàlia d'enduro ("Regolarità" a l'època) en la classe de 50 cc. En aquella època, Enrico, fill de Marco, va entrar a la direcció de l'empresa i la va obrir als mercats estrangers, especialment França, Noruega, Tunísia i els EUA.
A finals de la dècada del 1970, la producció es concentrava únicament en ciclomotors de 50 cc, principalment a causa de la creixent demanda del mercat de mitjans de transport de baix consum arran de les recents crisis del petroli. Els principals models d'aquest període van ser el Mini Chic, d'una sola velocitat amb embragatge automàtic, i el 86, un ciclomotor del tipus Vespino de quatre velocitats amb llandes d'aliatge lleuger. A aquests models es van afegir posteriorment l'Oasi i el Gringo. Cimatti va produir també miniciclomotors destinats als més joves i als nens: Mini Prix, Bat Boy i Bat Baby.

### Cimatti Enrico s.p.a. i tancament
El 1980, l'empresa va passar a anomenar-se Cimatti Enrico Spa i va llançar una gamma de nous models de petita cilindrada. El 1984, però, va entrar en crisi i va tancar la fàbrica definitivament.